# Chad Kinch
Chadwick "Chad" Oliver Kinch (Perth Amboy, Nueva Jersey, 22 de mayo de 1958 - Carteret, Nueva Jersey, 3 de abril de 1994) fue un jugador de baloncesto estadounidense que jugó una temporada en la NBA. Con 1,93 metros de estatura, jugaba en la posición de escolta. Falleció como consecuencia del sida a los 35 años de edad.

## Trayectoria deportiva

### Universidad
Jugó durante 4 temporadas con los 49ers de la Universidad de North Carolina en Charlotte, donde promedió 18,0 puntos y 3,7 rebotes por partido. En su segunda temporada fue titular en el equipo que llegó a disputar la Final Four de la NCAA, perdiendo en semifinales ante Marquette.

### Profesional
Fue elegido en la vigésima segunda posición del Draft de la NBA de 1980 por Cleveland Cavaliers, donde únicamente disputó 29 partidos en los que promedió 2,8 puntos y 1,2 asistencias, antes de ser traspasado a Dallas Mavericks a cambio de Geoff Huston. En su nuevo equipo acabó la temporada como uno de los últimos hombres del banquillo, siendo despedido al finalizar la misma, optando por retirarse.

## Estadísticas de su carrera en la NBA

### Temporada regular
| Temporada | Edad | Equipo              | Liga | P  | TIT | MIN | TC  | TCA | %TC  | 3P  | 3PA | %3P | TL  | TLA | %TL  | R.OF. | R.DEF. | REB | ASIS | ROB | TAP | PER | FP  | PTS |
| 1980-81   | 22   | TOTAL               | NBA  | 41 |     | 8.6 | 1.3 | 3.4 | .369 | 0.0 | 0.0 |     | 0.3 | 0.4 | .778 | 0.2   | 0.6    | 0.8 | 1.1  | 0.3 | 0.1 | 0.7 | 0.8 | 2.9 |
| 1980-81   | 22   | Cleveland Cavaliers | NBA  | 29 |     | 8.5 | 1.3 | 3.3 | .396 | 0.0 | 0.0 |     | 0.1 | 0.2 | .800 | 0.2   | 0.6    | 0.8 | 1.2  | 0.3 | 0.2 | 0.8 | 0.8 | 2.8 |
| 1980-81   | 22   | Dallas Mavericks    | NBA  | 12 |     | 8.8 | 1.2 | 3.8 | .311 | 0.0 | 0.0 |     | 0.8 | 1.1 | .769 | 0.0   | 0.8    | 0.8 | 0.8  | 0.2 | 0.1 | 0.7 | 0.8 | 3.2 |
| Total     |      |                     | NBA  | 41 |     | 8.6 | 1.3 | 3.4 | .369 | 0.0 | 0.0 |     | 0.3 | 0.4 | .778 | 0.2   | 0.6    | 0.8 | 1.1  | 0.3 | 0.1 | 0.7 | 0.8 | 2.9 |

## Fallecimiento
Tras su corta carrera profesional, su vida se derrumbó, según decían sus amigos. Enfermó poco tiempo después, falleciendo en 1994 a los 35 años, víctima del sida. Dejó a su mujer, de la que estaba separado, y un hijo de 10 años, Chad Jr.